# Ветеринарна медицина України
«Ветеринарна медицина України» — науково-виробничий щомісячник Державної ветеринарної та фітосанітарної служби України.
Журнал заснований в 1996 Асоціацією спеціалістів ветеринарної медицини. Головний редактор: О. Калганов. Видається накладом 15 000 прим. Видавець: ТОВ «Ветінформ».
| Україна | Це незавершена стаття про Україну. Ви можете допомогти проєкту, виправивши або дописавши її. |

1. 1 2  The ISSN portal — Paris: ISSN International Centre, 2005. — ISSN 2222-8608